# Gods and Monsters
Gods and Monsters ist ein Kinofilm aus dem Jahr 1998. Er thematisiert die letzte Lebensphase des Regisseurs James Whale, der vor allem mit Horrorfilmen Weltruhm erlangte. Das Drehbuch basiert auf dem Roman Father of Frankenstein von Christopher Bram. Die Rolle des James Whale wird von dem britischen Schauspieler Sir Ian McKellen verkörpert.

## Handlung
Hollywood im Jahr 1957: Der britische Regisseur James Whale, der in den 1930er-Jahren Filmerfolge feierte und vor allem mit Horrorfilmen wie Frankenstein und Frankensteins Braut berühmt wurde, lebt seit vielen Jahren zurückgezogen von der „feinen Gesellschaft“. Er erlebt Anfeindungen vor allem dadurch, dass er aus seiner Homosexualität nie einen Hehl gemacht hat. Ihm zur Seite steht nur seine religiöse Haushälterin Hanna, während sein langjähriger Lebensgefährte David Lewis noch immer im Filmgeschäft als Produzent arbeitet und inzwischen getrennt lebt. Seine Zeit verbringt Whale vor allem mit der Malerei. An dem Tag, als der junge Filmstudent Edmund mit James Whale an dessen Swimmingpool ein Interview führt, zeigt sich Whales ironischer Witz. Er flirtet ganz offen mit seinem Gegenüber, was diesen zusätzlich verunsichert. Während des Interviews erleidet der Regisseur einen leichten Gehirnschlag und wird sich danach der Tatsache immer mehr bewusst, dass sich sein Gesundheitszustand zunehmend verschlechtern wird. Durch die Medikamente verschlechtert sich sein Gedächtnis zusehends und seine Gedanken geraten zeitweise außer Kontrolle. Er wird von schmerzhaften, bisher verdrängten Erinnerungen an seine harte Kindheit und den Ersten Weltkrieg geplagt.
Der neue Gärtner Clayton, ein junger und gutaussehender Mann, erregt dabei die Aufmerksamkeit Whales. Aus seiner Sicht als Maler sieht er in ihm in erster Linie ein Modell, aber unterschwellig auch durchaus ein Objekt der Begierde. Im Laufe der Zeit kommt es zwischen dem Gärtner und dem Regisseur zu einer verständnisvollen Freundschaft, die allerdings immer wieder vor Probleme gestellt ist. Clayton geht zögerlich auf Whales Angebot ein, dass er ihm Modell stehen könnte. Er ist davon geschmeichelt, den berühmten und freigeistigen Whale näher kennenzulernen, obwohl die Freunde in seiner Stammkneipe ihn dafür verspotten und vermuten, dass Whale in erster Linie sexuelles Interesse an ihm haben könnte. Als Whale ihm einmal ausschweifend von den homosexuellen Partys, die auf seinem Anwesen stattgefunden hätten, erzählt, rennt Clayton erzürnt davon. Später kehrt er allerdings zurück und Whale verspricht ihm, nicht mehr solche Themen mit ihm anzuschneiden.
Eines Tages begleitet Clayton den Regisseur auf eine für Prinzessin Margaret veranstaltete Feier auf dem Anwesen von George Cukor. Hier trifft Whale den nervigen Filmstudenten Edmund wieder, der ihn mit seinen alten „Monster“-Darstellern Boris Karloff und Elsa Lanchester wiedervereint und Fotos davon macht. Diese Behandlung als filmhistorisches Ausstellungsstück sowie seine zurückkehrenden Erinnerungen an den Schützengraben des Weltkriegs, in dem er mit dem Soldaten Leonard Barnett seine große Liebe sterben sah, fachen seine Depressionen weiter an. Er hat das Gefühl, dass das Leben ihm außer Siechtum und Einsamkeit nichts mehr zu bieten hat. Am selben Abend bittet er Clayton, ob er ihm nochmals Porträt stehen könnte. Er lässt den nackten Clayton eine Atemschutzmaske aus dem Weltkrieg tragen und nutzt die Gelegenheit, ihn sexuell zu belästigen. Clayton schlägt den alten Mann, lässt aber von ihm ab, als ihm klar wird, dass Whale ihn deshalb belästigt hat, um sich von ihm umbringen und damit von seinen Schmerzen erlösen zu lassen. Boone sagt, er wolle nicht zu einem weiteren erschaffenen Monster von Whale werden, und bringt den Regisseur in sein Bett.
Als Clayton am nächsten Morgen auf dem Sofa aufwacht, ist Whale verschwunden. Er findet ihn tot in seinem Swimmingpool, während Hanna einen Abschiedsbrief entdeckt – ein effektvoll inszenierter Suizid des Regisseurs. Etwa ein Jahrzehnt später ist Clayton inzwischen ein verheirateter Familienvater und schaut mit seinem Sohn Frankensteins Braut im Fernsehen. Clayton erzählt seinem Sohn, dass er den Regisseur gekannt habe und zeigt ihm eine Zeichnung von Frankensteins Monster durch Whale. Auf der Rückseite wurde die Zeichnung von Whale unmittelbar vor seinem Tod mit den Worten „To Clayton. Friend?“ signiert, ein Filmzitat von Frankensteins Monster, dass aber auch andeutet, dass Whale in Clayton einen Freund suchte.

## Hintergrund
Der Film beschäftigt sich hauptsächlich mit dem relativ kurzen Lebensabschnitt Whales kurz vor seinem lange Zeit geheimnisumwitterten Freitod am 29. Mai 1957. Es geht in dem Film aber nie darum, historische Ereignisse nachzustellen; so ist der Charakter des Gärtners Clayton Boone fiktional und ohne Bezug einer realen Person aus Whales Leben.
Im Film wurden insgesamt fünf Original-Zeichnungen von James Whale als Dekorationen verwendet. Gedreht wurde der Film in weniger als einem Monat Drehzeit. Gods and Monsters erlebte seine internationale Premiere am 21. Januar 1998 auf dem Sundance Film Festival. Der Kinostart in den USA war im November 1998. In Deutschland und der Schweiz kam der Film erst im Mai 2000 in die Kinos.

## Kritiken
Der Film erhielt überwiegend positive Kritiken und erreichte bei Rotten Tomatoes eine Bewertung von 96 %, basierend auf 52 Kritiken. Und bei Metacritic einen Metascore von 74, basierend auf 32 Kritiken.
Flemming Schock schreibt auf filmspiegel.de: „„Gods and Monsters“ erforscht auf feinsinnigste Weise die letzten Tage im Leben des „Frankenstein“-Regisseurs. Bill Condons facettenreiches Homophilendrama inszeniert bestechend hintergründig eine ungewöhnliche, fast psychoanalytische Generationenfreundschaft zwischen makabrer Aufführung und Vergangenheitstrauma. Ein wirkungsmächtiger Film.“
Jochen Schütze zieht im Kinomagazin Cinema das Fazit: „Tolle Psychostudie, kein großes Kino.“
TV Spielfilm hingegen meint: „Kluge Nabelschau, tolles Künstlerporträt.“

## Auszeichnungen
Der Film erhielt eine ganze Reihe von Nominierungen und Auszeichnungen, allen voran die Darstellung von Ian McKellen wurde vielfach ausgezeichnet. So erhielt McKellen neben einer Oscar- und einer Golden-Globe-Nominierung unter anderem die Silberne Muschel beim San Sebastián International Film Festival und bei den Chlotrudis Awards.

### Oscarverleihung 1999
- Bestes adaptiertes Drehbuch

weitere Nominierungen
- Bester Hauptdarsteller: Ian McKellen
- Beste Nebendarstellerin: Lynn Redgrave

### Golden Globes 1999
- Beste Nebendarstellerin: Lynn Redgrave

weitere Nominierungen
- Bester Hauptdarsteller (Drama): Ian McKellen
- Bester Film (Drama)

### Chlotrudis Awards 1999
- Bester Hauptdarsteller: Ian McKellen
- Bester Film

weitere Nominierungen
- Beste Regie: Bill Condon
- Bester Nebendarsteller: Brendan Fraser
- Beste Nebendarstellerin: Lynn Redgrave